# Mortale
Mortale è una serie televisiva francese, ideata da Frédéric Garcia e diretta da Édouard Salier e Simon Astier. La prima stagione della serie è stata diffusa sul servizio di streaming Netflix il 21 novembre 2019.

## Trama
Due ragazzi, Sofiane e Victor, fanno un patto con l'essere soprannaturale Obé per risolvere il mistero della morte di Reda, fratello di Sofiane. Dopo il patto, i due ricevono dei poteri: Sofiane possiede la telecinesi, e Victor l'abilità di leggere nelle menti degli altri. Per far funzionare i poteri, i due non devono allontanarsi l'uno dall'altro. Luisa, la cui nonna è una praticante di riti voodoo, aiuta il duo per liberarli dall'inganno di Obé e scacciarlo dal mondo dei mortali.

## Episodi
| Stagione         | Episodi | Pubblicazione Francia | Pubblicazione Italia |
| ---------------- | ------- | --------------------- | -------------------- |
| Prima stagione   | 6       | 2019                  | 2019                 |
| Seconda stagione | 6       | 2021                  | 2021                 |

## Personaggi

### Principali
- Sofiane, interpretato da Carl Malapa (stagione 1 – in corso)
Frequentante il liceo, suo fratello Reda è scomparso; viene trattato dai suoi genitori come il figlio sgradito. Viene in contatto con Obé, con il quale stipula un patto di sangue, con l'aiuto di Victor; il patto prevede la salvezza di Reda in cambio di una vita umana. Obé gli fornisce il potere della telecinesi.
- Victor, interpretato da Nemo Schiffman (stagione 1 – in corso)
Amico di Sofiane, in passato ha tentato il suicidio. Viene contattato in principio da Sofiane, scelto da quest'ultimo per essere la vita umana da scambiare con Obé. Con il passare degli eventi, i due diventano partner, e stipulano il patto di sangue. Obé gli fornisce il potere di leggere le menti altrui.
- Luisa, interpretata da Manon Bresch (stagione 1 – in corso)
Aspirante artista, Luisa è la nipote di Elizabeth, con la quale pratica sporadicamente riti voodoo. A seguito di una festa, si unisce a Sofiane e Victor per risolvere il mistero e ritrovare Reda.
- Audrey, interpretata da Anaïs Thomas (stagione 1 – in corso)
Psicologa della scuola, tratta i casi di diversi adolescenti diventati hikikomori o che hanno tentato il suicidio.
- Elizabeth, interpretata da Firmine Richard (stagione 1 – in corso)
Nonna di Luisa, pratica riti voodoo, con i quali cura le persone e hikikomori.
- Obé, interpretato da Corentin Fila (stagione 1 – in corso)
Divinità soprannaturale voodoo, cerca un adolescente che gli offra un essere umano in tributo per evadere dalla dimensione mortale.

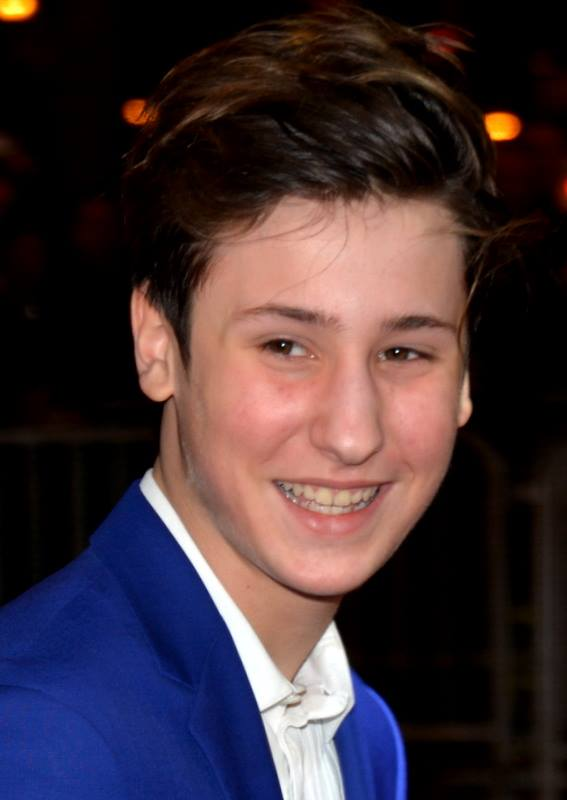
Nemo Schiffman interpreta Victor
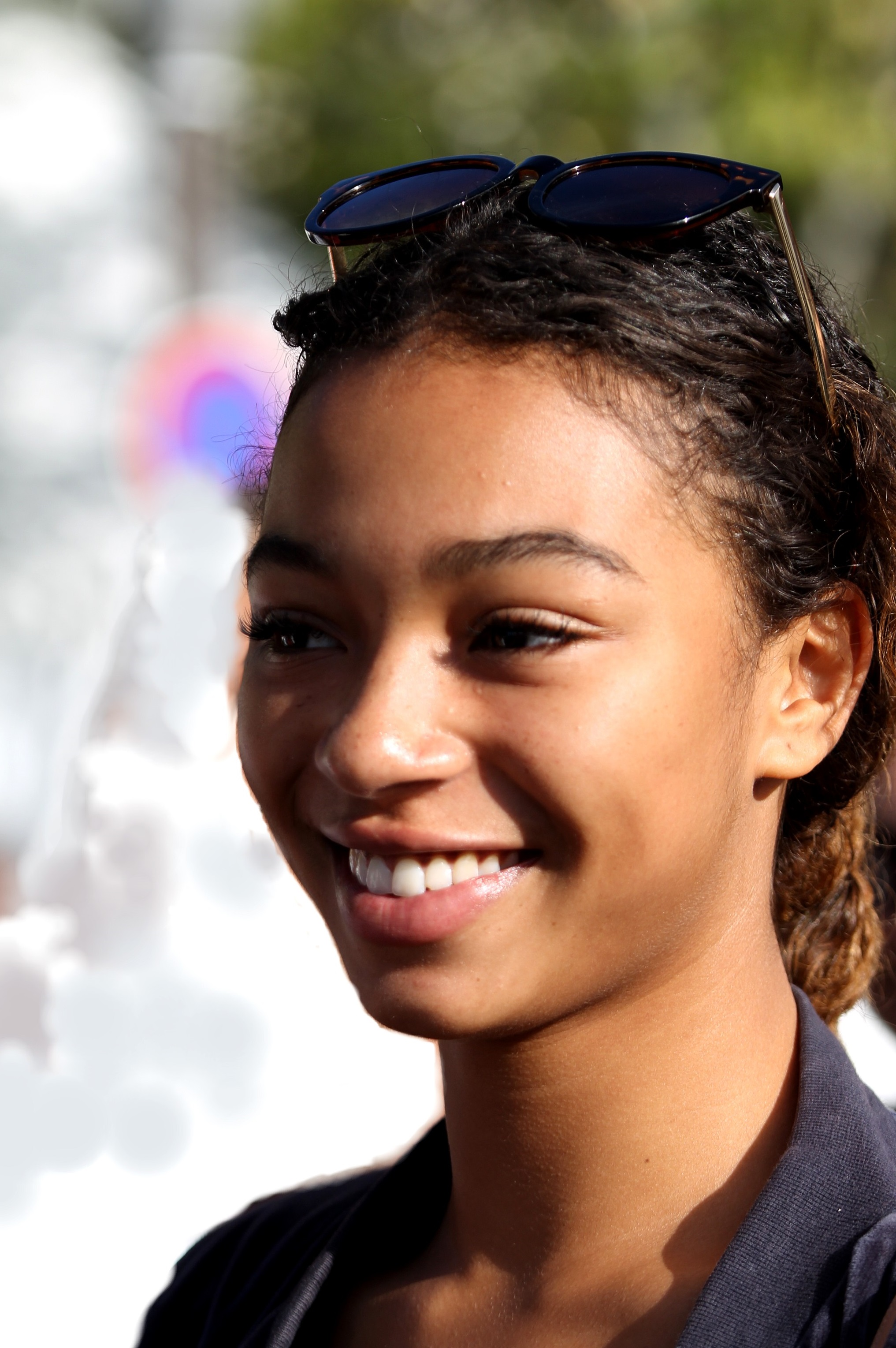
Manon Bresch interpreta Luisa
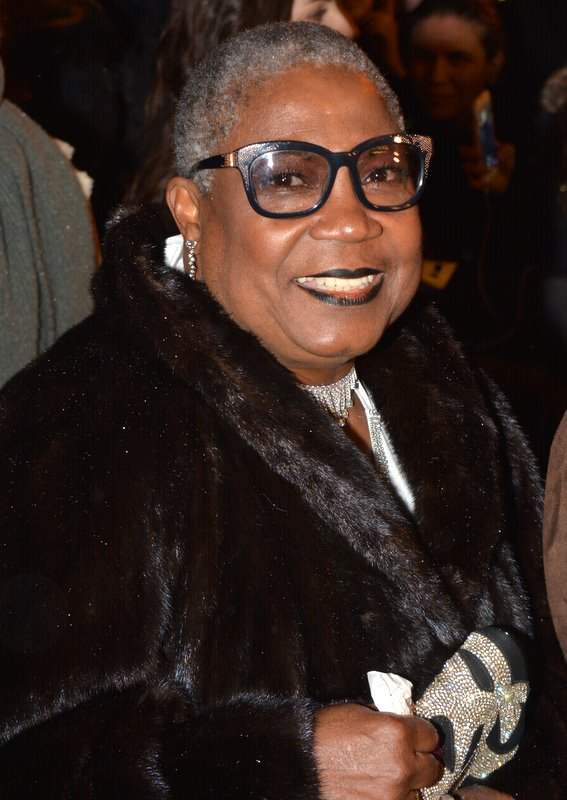
Firmine Richard interpreta Elizabeth
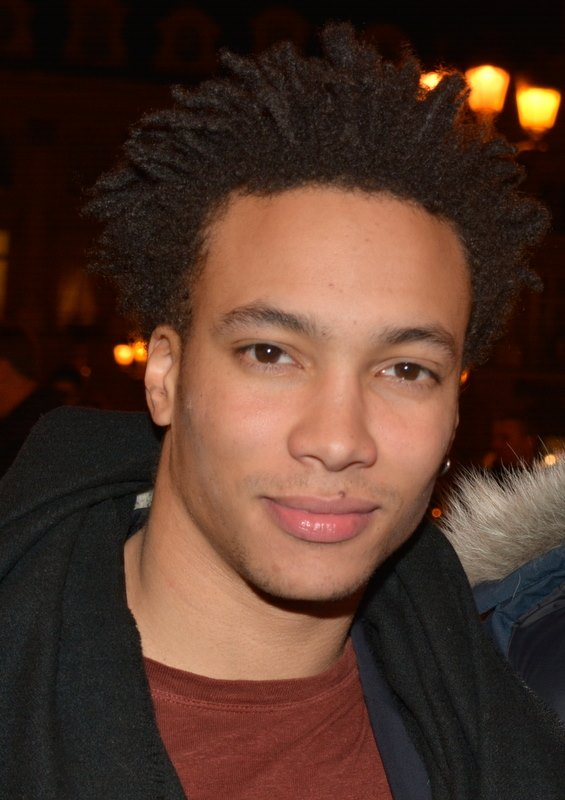
Corentin Fila interpreta Obé

### Secondari
- Mélanie, interpretata da Léa Léviant (stagione 1 – in corso)
 Amica di Sofiane, va a letto con lui da più di un anno; prova dei sentimenti per lui, che però non sono totalmente ricambiati.
- Reda, interpretato da Sami Outalbali (stagione 1 – in corso)
Fratello scomparso di Sofiane, facente parte del gruppo dei lottatori del liceo.
- Nora, interpretata da Assa Sylla (stagione 1 – in corso)
Migliore amica di Luisa.
- Bastien, interpretato da Marvin Dubart (stagione 1 – in corso)
Ex ragazzo di Luisa, prova dei sentimenti per lei, non ricambiati. Fa parte del gruppo dei lottatori.
- Rodrigue, interpretato da Mohamed Seddiki  (stagione 1 – in corso)
Fa parte del gruppo dei lottatori.
- Ousmane, interpretato da Daouda Keita (stagione 1 – in corso)
- Céline, interpretata da Raphaëlle Agogué (stagione 1 – in corso)
Madre di Victor.
- Laurent, interpretato da Anthony Paliotti (stagione 1 – in corso)
Padre adottivo di Victor.
- Juliette, interpretata da Lou Lampros (stagione 1 – in corso)
Sorella di Victor.
- Lamia, interpretata da Alika Del Sol (stagione 1 – in corso)
Madre di Sofiane.
- Karim, interpretato da Jean-François Guerlach (stagione 1 – in corso)
Padre di Sofiane.

## Produzione

### Riprese
Le riprese per la prima stagione della serie sono iniziate nei primi mesi del 2019 principalmente a Le Havre, in Francia. Alcune scene sono state girate in altre città francesi, ma principalmente all'interno di edifici come scuole o supermercati. Le riprese per la seconda stagione erano programmate per inizio 2020, ma a causa della pandemia di COVID-19 sono state interrotte per alcuni mesi; a novembre 2020 erano state completate le riprese, girate principalmente a Granville.

## Distribuzione
La prima stagione di Mortale è stata resa disponibile su Netflix dal 21 novembre 2019 in tutti i paesi in cui il servizio è disponibile. La seconda stagione della serie è stata annunciata da Netflix il 17 gennaio 2020, con il primo trailer pubblicato il 31 maggio 2021; le riprese sono state interrotte per alcuni mesi a causa della pandemia di COVID-19. La seconda stagione è stata resa disponibile dal 2 luglio 2021.

## Accoglienza

### Critica
La serie ha ricevuto un'accoglienza mista da parte della critica specializzata. Jérémy Patrelle di GQ, nonostante alcune riserve sugli effetti speciali, ha elogiato lo story-telling, la recitazione degli attori principali e la colonna sonora. Egli considera Mortale come la migliore serie francese dal lancio di Netflix, meritevole di una seconda stagione. Marie-Hélène Soenen di Télérama è stata molto critica, considerando la serie «ridicola» e che la colonna sonora non è riuscita a nascondere i suoi difetti stilistici. Charles Martin di Premiere pensava che la serie avesse virato goffamente tra il dramma adolescenziale e i suoi elementi soprannaturali, ma che ha comunque avuto successo dal lato stilistico. Basandosi solo sul suo primo episodio, Joel Keller di The Decider ha trovato la serie troppo confusa per continuare a guardare il secondo episodio.